# 托雷卡耶塔尼
托雷卡耶塔尼（義大利語：Torre Cajetani），是意大利弗罗西诺内省的一个市镇。总面积11.6平方公里，人口1471人，人口密度126.8人/平方公里（2009年）。ISTAT代码为060078。